# Виходний (Бугурусланський район)
Виходни́й (рос. Выходный) — селище у складі Бугурусланського району Оренбурзької області, Росія.

## Населення
Населення — 143 особи (2010; 168 у 2002).
Національний склад (станом на 2002 рік):
- росіяни — 64 %